# Båstad
Båstad és una ciutat de la regió d'Escània, a Suècia. El 2005 tenia 14.022 habitants, que es distribuïen en les 6 entitats de població del municipi (218 km²).
A la ciutat de Båstad s'hi disputa l'Obert de Suècia de tennis.